# Purhus Pastorat
Purhus Pastorat er et pastorat i Randers Nordre Provsti (Århus Stift). Pastoratet blev oprettet 1. april 2019.
I pastoratet er der 4 sogne:
- Fårup Sogn
- Læsten Sogn
- Nørbæk Sogn
- Sønderbæk Sogn

I pastoratet er der 4 kirker
- Fårup Kirke
- Læsten Kirke
- Nørbæk Kirke
- Sønderbæk Kirke